# 罗多柳布·罗基·武洛维奇
罗多柳布·武洛维奇（1955年5月1日—），艺名罗基·武洛维奇，是一位波斯尼亚和黑塞哥维那塞尔维亚族民谣歌手、词曲作家。武洛维奇最著名的作品是专辑《森贝利亚的英雄们》（Semberski junaci，1992年）和单曲《Panteri – Mauzer》，后者是一首关于塞族共和国军中的精锐部队黑豹旅的歌曲。

1993年的武洛维奇

## 早期生活
武洛维奇生于波斯尼亞和黑塞哥維那社會主義共和國的比耶利納，其家庭有塞爾維亞族、蒙特內哥羅人以及德意志人血统。武洛维奇的祖父来自蒙特內哥羅。武洛维奇的父亲曾在第二次世界大战中被俘，关押在德国境内。